# Гіббсборо (Нью-Джерсі)
Гіббсборо (англ. Gibbsboro) — місто (англ. borough) в США, в окрузі Кемден штату Нью-Джерсі. Населення — 2189 осіб (2020).

## Географія
Гіббсборо розташоване за координатами 39°49′59″ пн. ш. 74°57′57″ зх. д. / 39.83306° пн. ш. 74.96583° зх. д. (39.833075, -74.965723).  За даними Бюро перепису населення США в 2010 році місто мало площу 5,75 км², з яких 5,65 км² — суходіл та 0,10 км² — водойми.

## Демографія
Згідно з переписом 2010 року, у селищі мешкали 2274 особи в 786 домогосподарствах у складі 626 родин. Було 809 помешкань
Расовий склад населення:
| - 92,6 % — білих - 2,3 % — азіатів - 2,2 % — чорних або афроамериканців |

До двох чи більше рас належало 2,0 %. Частка іспаномовних становила 4,1 % від усіх жителів.
За віковим діапазоном населення розподілялося таким чином: 23,0 % — особи молодші 18 років, 62,2 % — особи у віці 18—64 років, 14,8 % — особи у віці 65 років та старші. Медіана віку мешканця становила 41,7 року. На 100 осіб жіночої статі у селищі припадало 95,5 чоловіків;  на 100 жінок у віці від 18 років та старших — 94,8 чоловіків також старших 18 років.
Середній дохід на одне домашнє господарство  становив 101 588 доларів США (медіана — 82 944), а середній дохід на одну сім'ю — 111 134 долари (медіана — 86 607). Медіана доходів становила 62 222 долари для чоловіків та 51 875 доларів для жінок. За межею бідності перебувало 4,6 % осіб, у тому числі 1,6 % дітей у віці до 18 років та 7,6 % осіб у віці 65 років та старших.
Цивільне працевлаштоване населення становило 1147 осіб. Основні галузі зайнятості: освіта, охорона здоров'я та соціальна допомога — 25,3 %, науковці, спеціалісти, менеджери — 13,7 %, будівництво — 11,6 %, фінанси, страхування та нерухомість — 10,5 %.